# Agnes Stevenson
Pour les articles homonymes, voir Stevenson.
Agnes Stevenson est une joueuse d'échecs britannique née le 23 novembre 1873 à Stranton et morte dans un accident le 20 août 1935 à Poznań. Elle fut troisième du championnat du monde féminin en 1931.

## Biographie et carrière
Agnes Stevenson remporta le championnat britannique féminin en 1920, 1925, 1926 et 1930.
En 1927, elle finit neuvième ex æquo du premier championnat du monde d'échecs féminin avec 3,5 points sur 11.
En 1930, elle finit cinquième et dernière du championnat du monde féminin avec 1,5 points sur 8.
En 1931, elle finit troisième du championnat du monde féminin de Prague avec 3,5 points sur 8 derrière Vera Menchik et Paula Wolf-Kalmar
Elle fut absente du championnat du monde féminin de 1933 mais fut sélectionnée pour le championnat du monde de 1935 à Varsovie. Lors de son arrivée à l'aéroport de Poznań, elle fut frappée par les hélices de son avion qui démarrait et fut tuée.